# Magdalen Nabb
Magdalen Nabb (Lancashire, 1947. január 16. – Firenze, 2007. augusztus 18.) brit írónő, legismertebb könyvei a Maresciallo Guarnaccia detektívregények.
A Blackburn közelében fekvő Lancashire-ban született, Magdalen Nuttal néven. Kolostori gimnáziumban tanult Buryben. Később Manchesterben művészeti iskolában rajzzal és szobrászattal foglalkozott. Ezt végül tanította is. 1975-ben Firenzébe költözött fiával, Liammal, de akkor még nem tudott olaszul. Szobrászattal kezdett el foglalkozni először Firenze környékén. Ekkoriban kezdte el a könyvek írását. Montelupoban ismerkedett meg "Marshal Guarnaccia" alakjának ösztönzőjével. Első könyve, a Death of an Englishman (nincs magyar címe) 1981-ben jelent meg. Összes könyve Firenzében játszódik, de úgy mutatja be a települést, mint egy „misztikus várost”. Nem messze lakott a csendőrállomástól, így rendszeres sétáin gyakran találkozott a csendőrparancsnokkal, aki mesélt neki a város bűnügyeiről.
Magdalen Nabb írta még a Josie Smith-könyveket a gyerekeknek, de emellett alkalmi cikkeket is írt angol, német, olasz lapoknak. 1991-ben megnyerte a Nestlé Smarties Book Prize díjat a Josie Smith and Eileen című művével, amely a második könyv a sorozatban. Az utolsó regény, a Vita Nuova, posztumusz jelent meg 2008-ban.
Firenzében halt meg egy stroke miatt 60 éves korában (2007-ben).

## Könyvei

### Maresciallo Guarnaccia
- Death of an Englishman, 1981
- Death of a Dutchman, 1982
- Death in Springtime, 1983
- Death in Autumn, 1985
- The Marshal and the Murderer, 1987
- The Marshal and the Madwoman, 1988
- The Marshal's Own Case, 1990
- The Marshal Makes His Report, 1991
- The Marshal at the Villa Torrini, 1993
- The Monster of Florence, 1996
- Property of Blood, 1999
- Some Bitter Taste, 2002
- The Innocent, 2005
- Vita Nuova, 2008

### Josie Smith-könyvek
- Josie Smith, 1989
- Josie Smith and Eileen, 1991, a Nestlé Smarties Book Prize nyertese
- Josie Smith at Christmas, 1992
- Josie Smith at the Seaside, 1993
- Josie Smith at School, 1994
- Josie Smith in Hospital, 1995
- Josie Smith at the Market, 1996
- Josie Smith in Summer, 1997
- Josie Smith in Winter, 1998
- Josie Smith in Spring, 1999
- Josie Smith in Autumn, 2000

### A többi könyve gyerekeknek
- Twilight Szellem, 2000
- Az Elvarázsolt Ló, 1993

### Más könyvek felnőtteknek
- Az Ügyész, 1986, társszerzője Paolo Vagheggi
- Cosimo, 2004

## Fordítás
- Ez a szócikk részben vagy egészben  a   Magdalen Nabb című angol Wikipédia-szócikk ezen változatának fordításán alapul.  Az eredeti cikk szerkesztőit annak laptörténete sorolja fel. Ez a jelzés csupán a megfogalmazás eredetét és a szerzői jogokat jelzi, nem szolgál a cikkben szereplő információk forrásmegjelöléseként.